# Fútbol, amor y toros
Fútbol, amor y toros és una pel·lícula espanyola de 1929 dirigida per Florián Rey i protagonitzada per Guerrita, Ricardo Núñez Lissarrague i Modesto Rivas. Va ser la primera pel·lícula sonora de Florián Rey, que va quedar insatisfet amb els resultats de l'enregistrament i va realitzar la seva següent pel·lícula a França.

## Sinopsi
Ricardo, porter del club de futbol Triana, s'enamora de María Jesús, filla d'un ramader que havia estat torero i que s'oposa a les seves relacions.

## Repartiment
- Guerrita com a cantant flamenc.
- Ricardo Núñez Lissarrague
- Modesto Rivas
- Carlos Rufart
- Blanca Suárez